# International Island Games Association
La International Island Games Association (IIGA) è un'associazione il cui solo scopo è organizzare gli Island Games, una competizione sportiva biennale amichevole tra squadre provenienti da varie isole europee e altri piccoli territori.  La IIGA dialoga con le associazioni delle isole e con gli sponsor dei Giochi, oltre a verificare che ciascuna isola intenzionata ad entrare nell'Associazione rispetti i criteri di ammissione. Ogni ingresso successivo a quello di Minorca nel 2005 richiederebbe una modifica alla costituzione dell'associazione.

## Membri
La IIGA venne istituita sull'Isola di Man nel 1985. I membri dell'associazione sono isole facenti parte o associate ad otto nazioni sovrane (Danimarca, Estonia, Finlandia, Grecia, Norvegia, Spagna, Svezia e Regno Unito).
Gibilterra è l'unico membro dell'IIGA a non essere isola o arcipelago. Si tratta di una penisola dell'Iberia, che condivide 1,2 km di confine con la Spagna. Ynys Môn (Anglesey), Frøya e Hitra possiedono ponti o tunnel che le collegano alla terraferma. La Groenlandia è la più vasta delle isole, persino più grande di tutti gli altri membri insieme, ma è scarsamente popolata.

### Attuali
- Isole Åland
- Alderney
- Bermuda
- Isole Cayman
- Isole Falkland
- Fær Øer
- Frøya
- Gibilterra
- Gotland
- Groenlandia
- Guernsey
- Hitra
- Isola di Man
- Isola di Wight
- Jersey
- Minorca
- Isole Orcadi
- Saaremaa
- Sant'Elena, Ascensione e Tristan da Cunha
- Sark
- Isole Shetland
- Ebridi Esterne
- Anglesey

### Ex membri
- Islanda
- Malta
- Rodi
- Isola del Principe Edoardo